# Kitsos Tzavelas

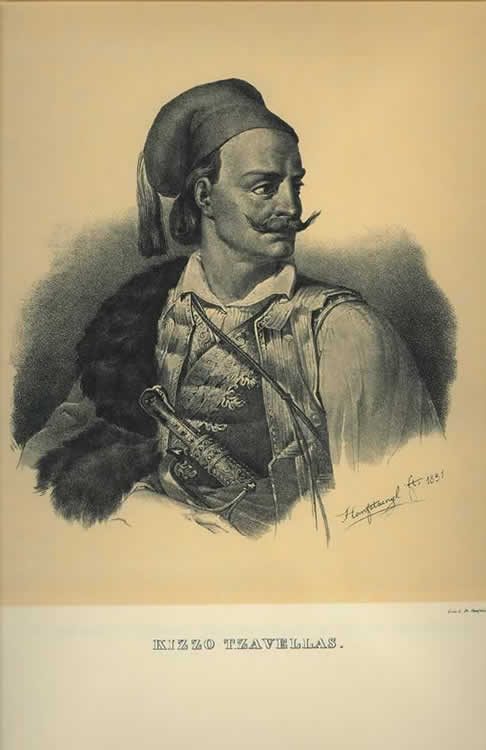
Kitsos Tsavelas, Lithografie von Karl Krazeisen 1827

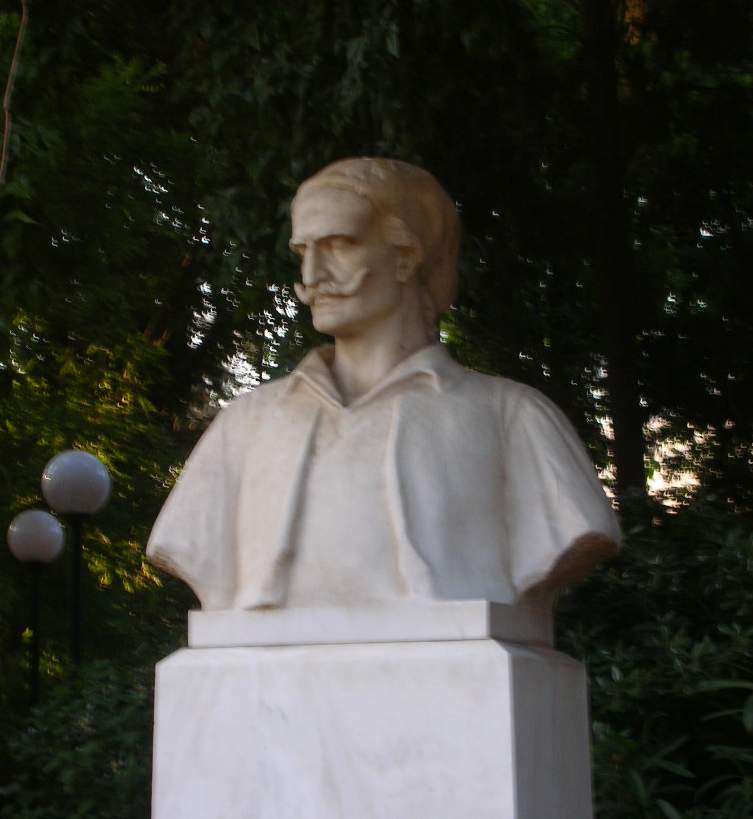
Kitsos Tzavelas, Denkmal in Athen

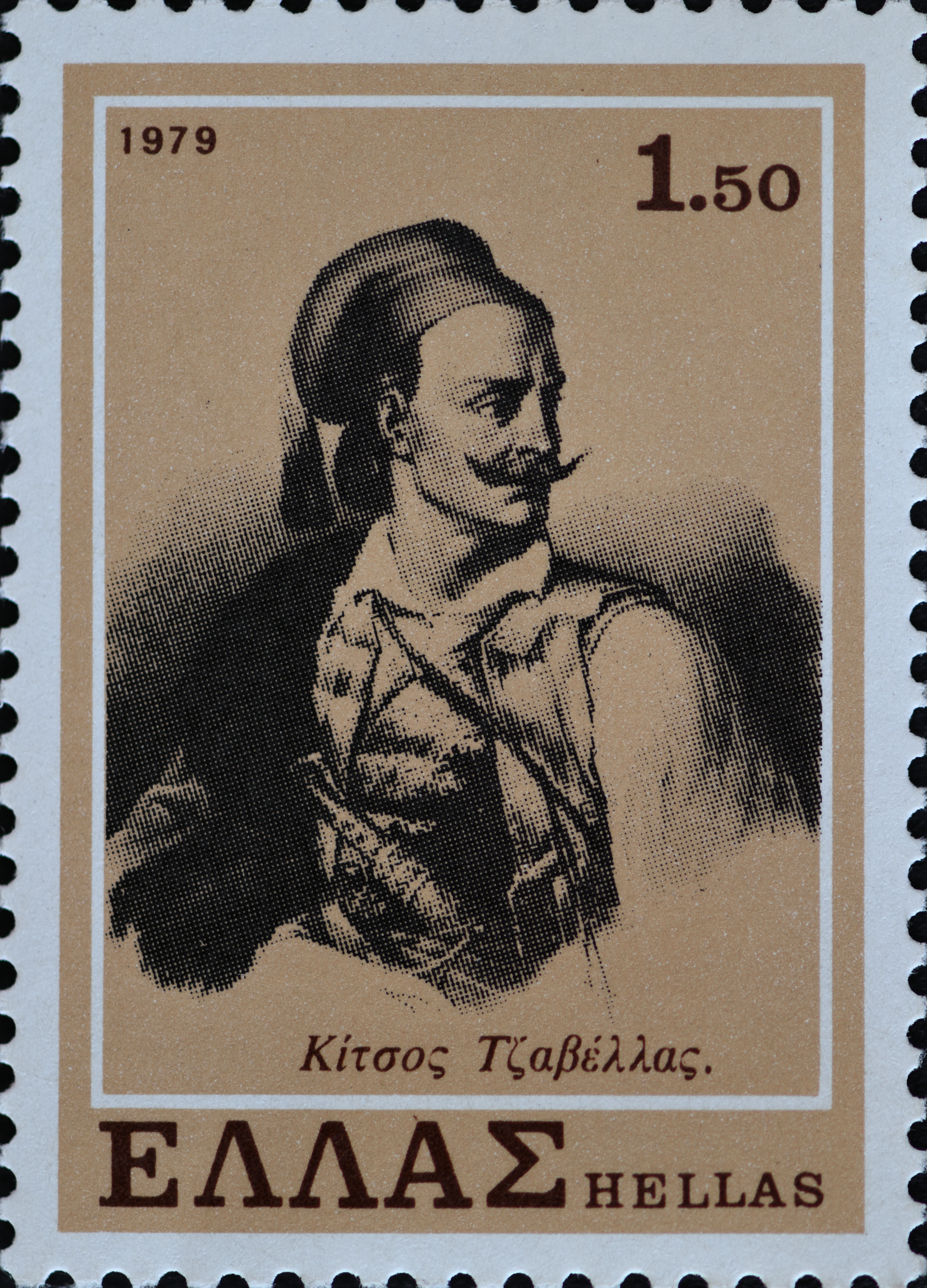
Griechische Briefmarke für Kítsos Tzavélas 1979

Kitsos Tzavelas; griechisch Κίτσος Τζαβέλας, (* 1800 in Souli (Epirus); † 21. März 1855 in Athen) war ein suliotischer Politiker in Griechenland, Ministerpräsident 1847/1848 und General.

## Unabhängigkeitskämpfer
Der Vater und der Großvater von Tzavelas, Fotos und Lambros Tzavelas, bekämpften bereits die türkische Herrschaft in Person des Gouverneurs von Epirus, Ali Pascha Tepelena. Seine Jugend verbrachte er später auf Korfu und spielte eine zunehmend wichtigere Rolle in der Griechischen Revolution. Dabei zeichnete er sich neben Georgios Karaiskakis besonders bei der Belagerung von Messolongi aus. Zu dieser Zeit begann seine Rivalität zu Markos Botzaris, der 1823 fiel. Nach der Ankunft von Ioannis Kapodistrias in Griechenland trug er die Verantwortung für die Befreiung weiter Teile Mittelgriechenlands.

## Unabhängigkeit und Aufstieg zum Ministerpräsidenten
Nach der Unabhängigkeit Griechenlands am 15. April 1827 wurde er zum Unterstützer von Kapodistrias und schließlich zum Führer der Russischen Partei (Ρωσικό Κόμμα), die im griechischen Parlament während der Regentschaft König Ottos I. eine konservative und orthodoxe politische Haltung einnahm.
Nach der Planung der Revolte gegen König Otto I. 1834 wurde er zusammen mit anderen Politikern der Russischen Partei auf Weisung des Ministerpräsidenten Joseph Ludwig Graf von Armansperg verhaftet. Nach der Verfestigung der Macht des Königs wurde Tzavelas aus der Haft entlassen und später sogar Aide-de-camp des Königs.
1844 erfolgte seine Ernennung zum Kriegsminister. Vom 17. September 1847 bis zum 19. März 1848 war er schließlich Ministerpräsident.